# Атаскадеро (Калифорнија)
Атаскадеро (енгл. Atascadero) град је у америчкој савезној држави Калифорнија. По попису становништва из 2010. у њему је живело 28.310 становника.

## Демографија
Према попису становништва из 2010. у граду је живело 28.310 становника, што је 1.899 (7,2%) становника више него 2000. године.
| Група             | 2000.          | 2010.          |
| Белци             | 21.850 (82,7%) | 21.742 (76,8%) |
| Афроамериканци    | 623 (2,4%)     | 585 (2,1%)     |
| Азијати           | 336 (1,3%)     | 685 (2,4%)     |
| Хиспаноамериканци | 2.783 (10,5%)  | 4.429 (15,6%)  |
| Укупно            | 26.411         | 28.310         |